# El món prodigiós. Xangai, la llegenda de Ladydragon
El món prodigiós. Xangai, la llegenda de Ladydragon (originalment en francès, Miraculous World: Shanghai, La légende de Ladydragon) és un episodi especial d'animació francès del 2021 basat en la sèrie homònima, dirigida per Thomas Astruc i produïda per Jeremy Zag en col·laboració amb la Walt Disney Company i TF1. Té lloc després de la segona temporada i abans de la tercera temporada de la sèrie. Es va estrenar el 21 de novembre de 2021 en català al Canal Super3.

## Argument
Amb tots els seus amics, la Marinette té vacances i comença a fer plans amb la il·lusió i l'optimisme que la caracteritzen. De cop i volta, però, sorgeix un problema: l'Adrien marxa a Xangai amb el seu pare.
Per sort, té una excusa perfecta per seguir-lo: a Xangai, la Marinette hi té família. Allà hi viu l'oncle Wang, i coincideix que s'acosta el seu aniversari. Seria perfecte anar a portar-li un regal en persona i, de passada, entrar en contacte amb les seves arrels culturals. I amb l'Adrien, és clar.
Doncs no tot podia ser perfecte! En arribar li roben la bossa i perd tot el que porta, fins i tot la Tikki, el kwami que li permet convertir-se en Ladybug. Així es troba sola i perduda en una ciutat desconeguda, sense saber què fer fins que coneix la Fei, que l'ha d'ajudar a recuperar les seves coses. El que no sap és que és la mateixa Fei qui li ha robat les coses.
Totes dues, amb l'aparició per sorpresa del Gat Noir, viuran una aventura increïble per aturar un nou pla malvat de l'Esfinx. Descobriran nous poders i desvelaran el secret de la misteriosa Ladydragon.

## Repartiment
| Personatge                       | Doblatge en francès |
| -------------------------------- | ------------------- |
| Marinette Dupain-Cheng / Ladybug | Anouck Hautbois     |
| Adrien Agreste / Gat Noir        | Benjamin Bollen     |
| Tikki                            | Marie Nonnenmacher  |
| Plagg                            | Thierry Kazazian    |
| Gabriel Agreste / Esfinx         | Antoine Tomé        |
| Nooroo                           | Martial Le Minoux   |
| Fei Wu / Ladydragon              | Geneviève Doang     |
| Cash / Rei dels Diners           | Fabrice Lelyon      |
| Mei Shi / YanLuoShi              | Nicolas Justamon    |
| Wang Cheng                       | Bing Yin            |
| Bastille                         | Jérémy Prévost      |
| Alya Césaire                     | Fanny Bloc          |
| "Gorilla"                        | Martial Le Minoux   |
| Tom Dupain                       | Martial Le Minoux   |
| Sabine Cheng                     | Jessie Lambotte     |
| Xiong Xiong                      | Jessie Lambotte     |
| Tang Tang                        | Fily Keita          |
| Long Long                        | Martial Le Minoux   |
| Hou Hou                          | Jérémy Prévost      |
| She She                          | Marie Chevalot      |
| Nathalie Sancoeur                | Marie Chevalot      |
| Wu Shifu                         | Jérémy Prevost      |